# 교토 북우편국
교토 북우편국(일본어: 京都北郵便局 교토키타유빈쿄쿠[*])는 교토부 교토시 기타구에 위치한 우체국이다.